# Adobe InDesign
Adobe InDesign er et publicerings og opsætningsprogram fra softwarekoncernen Adobe. Programmet er afløseren for PageMaker.
Programmets primære funktion er at arrangere tekst, illustrationer og andre grafiske virkemidler til tryk. 
Programmet har en del til fælles med Adobe Illustrator, og kan rumme flere hundrede sider, og anvendes derfor ofte til produktion af både bøger og magasiner.

## Basis funktionaliteter
- Tilsætning af skygger  på tekst og billeder. Automatisk generering af elegante typografier. Avancerede tabelfunktoner.
- Effektiv objektorienteret formatering.
- Adobe Photoshop, Adobe Illustrator (Adobe PDF)-lagunderstøttelse. Visning af udvalgte lag og lagsammensætninger i Photoshop-filer og lag i Illustrator-filer (Adobe PDF-filer).
- Forankrede objekt, forankring af billedforklaringer, citatudtræk, marginnoter og grafik til tekst.
- Præcis kontrol af placeringen af forankrede objekter, anvendelse af figursatsindstillinger.
- Microsoft Word og RTF-understøttelse. Automatisk formatering af Microsoft Word-filer ved import ved at tilknytte Word-formater til InDesign-formater.
- Effektive teksthåndteringsfunktioner, herunder muligheden for at trække og slippe samt indsætte uden at formatere tekst, samt et integreret tekstbehandlingsværktøj for at gøre redigeringen hurtigere.
- Fleksibel XML-understøttelse, import af XML-filer med optimalkontrol, herunder samkædning til XML-indhold for lettere opdatering.
- Trykfarvestyring og kontrol af overprint og trykfarvegrænser.
- Eksport til andre filformater, blandt andre SWF og PDF